# 昭德王皇后
王皇后（8世纪—786年12月6日），唐德宗李适皇后，唐顺宗之母，生前只當了三天的皇后，谥昭德。

## 生平
王氏生年無记载。父秘書監王遇，母郕国夫人郑氏，兄弟王果。唐玄宗或唐肃宗期間，王氏成为魯王(李适)之嫔。761年，生下李适长子李诵，因而十分得宠。762年，又生下李适长女唐安公主。779年，李适登基册封王氏为僅次於皇后的淑妃，長子李诵则立为太子，追赠王遇为扬州大都督、王果为眉州司马，甥侄拜官者二十余人。783年，泾原兵变（涇原今甘肃平凉），王淑妃把传国玉玺系在衣带上随德宗逃到奉天（今陕西乾县）避难。784年，唐安公主死于避难途中，同年，王淑妃回到長安。
786年，淑妃病重，12月3日立为皇后，當天或三天後即崩於两仪殿。787年五月，葬靖陵，谥昭德。永贞元年（805年）十一月，皇后徙出靖陵，祔葬崇陵。其后一百年，唐朝未再立后，直到灭亡前夕，唐昭宗才又册立何皇后。

## 父母
- 父：王遇，官至秘書監，唐德宗赠王遇为扬州大都督
- 母：郑氏，封郕国夫人，王皇后去世，郑氏请设祭，唐德宗下诏：“祭筵不可用假花果，欲祭者从之。”从此宗室诸亲，及李晟、浑瑊、神策六军大将全都设祭。

## 子女
- 唐顺宗李诵
- 唐安公主

## 备注
1. ↑  两唐书的王皇后传暗示她嫁给李适时，李适已经是鲁王了。然而，762年，唐代宗即位，李适才被封为鲁王。李诵在761年已经出生。参见资治通鑑·卷二百二十二

## 註释
1. ↑  旧唐书·卷五十一
2. ↑  柏杨在《柏杨版资治通鉴》上认为《资治通鑑》上记载的把传国玉玺系在衣带上的王贵妃，就是王淑妃即后来的王皇后。
3. ↑  资治通鑑·卷二百二十八
4. ↑  .   [2022-09-27]. （原始内容存档于2022-09-29）. 貞元二年，妃病。十一月甲午，冊為皇后，是日崩於兩儀殿。
5. ↑  .   [2022-09-27]. （原始内容存档于2022-09-28）. 十一月，甲午，立淑妃王氏為皇后。乙未，韓滉入朝。丁酉，皇后崩。

## 传记资料
- 《旧唐書》卷五十二·列传第二·后妃传
- 《新唐書》卷七十七·列传第二·后妃传

| 前任： 張皇后 | 唐朝皇后 786年 | 繼任： 何皇后 |